# Championnat du Maroc de football de troisième division 2018-2019
Navigation
Édition précédente Édition suivante
Le Championnat du Maroc de football D3 2018-2019 oppose 16 clubs regroupés au sein d'une poule unique où les équipes se rencontrent deux fois, à domicile et à l'extérieur.
En fin de saison, les deux derniers sont relégués et remplacés par les deux premiers clubs de la division Amateurs I, l'équivalent de la D4 au Maroc. Les deux premières places sont qualificatives à la Botola 2 2019-2020.

## Classement
| Rang | Équipe               | Pts | J  | G  | N  | P  | Bp | Bc | Diff |
| ---- | -------------------- | --- | -- | -- | -- | -- | -- | -- | ---- |
| 1    | Chabab Mohammédia P  | 63  | 30 | 19 | 6  | 5  | 45 | 21 | +24  |
| 2    | Tihad Athletic Sport | 54  | 30 | 15 | 9  | 6  | 44 | 27 | +17  |
| 3    | Stade Marocain       | 47  | 30 | 13 | 8  | 9  | 39 | 32 | +7   |
| 4    | Olympique Youssoufia | 46  | 30 | 12 | 10 | 8  | 29 | 21 | +8   |
| 5    | Mouloudia Dakhla P   | 44  | 30 | 12 | 8  | 10 | 34 | 41 | -7   |
| 6    | CODM de Meknès       | 43  | 30 | 12 | 8  | 10 | 34 | 31 | +3   |
| 7    | Fath de Nador        | 42  | 30 | 10 | 12 | 8  | 28 | 27 | +1   |
| 8    | CSM Ouarzazate       | 40  | 30 | 10 | 10 | 10 | 23 | 21 | +2   |
| 9    | US Témara            | 38  | 30 | 8  | 14 | 8  | 28 | 33 | -5   |
| 10   | Chabab Houara        | 37  | 30 | 10 | 7  | 13 | 37 | 44 | -7   |
| 11   | Rachad Bernoussi R   | 36  | 30 | 9  | 9  | 12 | 32 | 34 | -2   |
| 12   | USM Oujda R          | 36  | 30 | 9  | 9  | 12 | 23 | 26 | -3   |
| 13   | Chabab M'rirt        | 36  | 30 | 10 | 6  | 14 | 29 | 33 | -4   |
| 14   | Wafaa Fès            | 34  | 30 | 10 | 4  | 16 | 33 | 43 | -10  |
| 15   | AAS Ouislane         | 32  | 30 | 8  | 8  | 14 | 29 | 35 | -6   |
| 16   | EJS Casablanca       | 24  | 30 | 6  | 6  | 18 | 32 | 51 | -19  |

Source : Goalzz.com